# Пригородний (Бійський район)
При́городний (рос. Пригородный) — селище у складі Бійського району Алтайського краю, Росія. Входить до складу Малоугреньовської сільської ради.

## Населення
Населення — 525 осіб (2010; 548 у 2002).
Національний склад (станом на 2002 рік):
- росіяни — 97 %